# بطولة العالم للدراجات على المضمار 2002
بطولة العالم للدراجات على المضمار 2002 هي الدورة ال99 من بطولة العالم للدراجات على المضمار، أجريت في باليروب، الدنمارك.

## النتائج النهائية
| المسابقة                                      | ذهبية                                                                     | فضية                                                                      | برونزية                                                                       |
| --------------------------------------------- | ------------------------------------------------------------------------- | ------------------------------------------------------------------------- | ----------------------------------------------------------------------------- |
| الرجال                                        |                                                                           |                                                                           |                                                                               |
| السرعة الفردية                                | Sean Eadie (AUS)                                                          | Jobie Dajka (AUS)                                                         | فلوريان روسو (FRA)                                                            |
| سباق الكيلو متر ضد الساعة                     | كريس هوي (GBR)                                                            | أرنو تورنانت (FRA)                                                        | شين كيلي (AUS)                                                                |
| سباق المطاردة الفردية                         | برادلي ماكجي (أستراليا)                                                   | لوك روبرتس (أستراليا)                                                     | ينز ليمان (دراج) (ألمانيا)                                                    |
| سباق المطاردة الفرقية                         | بيتر داوسون (دراج) · بريت لانكستر · ستيفن ولدريدج · لوك روبرتس · أستراليا | ينز ليمان (دراج) · كريستيان باش · سيباستيان سيدلر · جويدو فولست · ألمانيا | بول مانينغ (دراج) · برادلي ويغينز · كريس نيوتن · بريان ستيل · بريطانيا العظمى |
| سباق الخدش - السكراتش                         | فرانكو مارفولي (SUI)                                                      | توني جيب (GBR)                                                            | ستيفان ستينويج (GER)                                                          |
| السرعة الفردية للفرق                          | كريس هوي · كريغ ماكلين · جيمي ستاف · بريطانيا العظمى                      | ريان بايلي · Jobie Dajka · Sean Eadie · أستراليا                          | Carsten Bergemann · ينس فيدلر · سورين لسبريغ · ألمانيا                        |
| السرعة الفردية بالترادف (بالإنجليزية: tandem)‏ |                                                                           |                                                                           |                                                                               |
| السباق الأمريكي (ماديسون)                     | جيروم نوفيل · Franck Perque · فرنسا                                       | رولان غاربر · Franz Stocher · النمسا                                      | إدغاردو سيمون · Juan Esteban Curuchet · الأرجنتين                             |
| سباق مطاردة الدراجة النارية للهواة            |                                                                           |                                                                           |                                                                               |
| سباق مطاردة الدراجة النارية للمحترفين         |                                                                           |                                                                           |                                                                               |
| الكيرين                                       | Jobie Dajka (AUS)                                                         | خوسيه أنطونيو فيلانويفا (ESP)                                             | رينيه وولف (GER)                                                              |
| سباق النقاط                                   | كريس نيوتن (GBR)                                                          | Franz Stocher (AUT)                                                       | Juan Curuchet (ARG)                                                           |
| سباق الأومنيوم                                |                                                                           |                                                                           |                                                                               |
| السيدات                                       |                                                                           |                                                                           |                                                                               |
| السرعة الفردية                                | ناتاليا تسيلينسكايا (BLR)                                                 | Kerrie Meares (AUS)                                                       | كاترين ماينكي (GER)                                                           |
| سباق 500 متر ضد الساعة                        | ناتاليا تسيلينسكايا (BLR)                                                 | نانسي كونتريراس (MEX)                                                     | Kerrie Meares (AUS)                                                           |
| سباق المطاردة الفردية                         | ليونتين فان مورسل (NED)                                                   | أولغا سليوساريفا (RUS)                                                    | كاثرين بيتس (AUS)                                                             |
| سباق المطاردة الفرقية                         |                                                                           |                                                                           |                                                                               |
| سباق الخدش - السكراتش                         | Lada Kozlíková (CZE)                                                      | خايمي نيلسن (AUS)                                                         | أولغا سليوساريفا (RUS)                                                        |
| السرعة الفردية للفرق                          |                                                                           |                                                                           |                                                                               |
| الكيرين                                       | لي نا (متسابقة) (CHN)                                                     | كلارا سانشيز (دراج) (FRA)                                                 | Rosealee Hubbard (AUS)                                                        |
| سباق النقاط                                   | أولغا سليوساريفا (RUS)                                                    | Lada Kozlíková (CZE)                                                      | فيرا كارارا (ITA)                                                             |
| سباق الأومنيوم                                |                                                                           |                                                                           |                                                                               |